# Mabea taquari
Espèce
Classification APG III (2009)
Statut de conservation UICN

 LC  : Préoccupation mineure
Synonymes
- Mabea schomburgkii Benth.
- Mabea taquari var. angustifolia Müll. Arg.[2]

- Maprounia glauca W. Hamilton[3]

Mabea taquari est une espèce de plantes à fleurs de la famille des Euphorbiaceae (famille du ricin). C'est un arbuste sud-américain.

## Étymologie
En créole guyanais, un « Takari » est une perche de bois utilisée pour guider les embarcations.

## Description
Mabea taquari est un arbuste ou un arbre atteignant 8-15 m de haut, parfois grimpant.
Les jeunes rameaux, les inflorescences et les nervures de la face inférieure des feuilles, sont couverts de poils ramifiés dendroïdes brun rouille.
Les feuilles sont simples, alterne, luisantes au-dessus, brun glauque au-dessous, stipulées (stipules sont longs de 3–5 mm).
La face inférieure est nettement pubescente (au moins des jeunes feuilles).
Les pétioles sont longs de 4-8 mm.
Le limbe des feuilles mesurant (4)4,5–11(–17) × (1,5)2–5(–6) cm (environ deux fois plus long que large), est de forme elliptique ou lancéolée-elliptique, brusquement acuminée ou aiguë à l'apex, et à base obtuse ou cordée.
Les marges sont entières ou légèrement dentées en scie, avec un distance de (2–)3–5 mm entre les dents, et avec 0–10(–30) glandes par côté (0,15–0,4 mm de diamètre).
La nervation réticulée est très distincte sur la face inférieure des feuilles séchées (le limbe apparaît blanchâtre entre les nervures).
L'inflorescence est paniculée ou en thyrse, longue de 4-8 cm pour 1,6-4 cm de large avec une partie mâle séparée de la partie femelle.
Les bractées florales sont longues de 2–4 mm, et portent des glandes qui ne sont jamais décurrentes sur l'axe.
La partie staminée (mâle) des inflorescences est longue de 3–11 × 2–3 cm pour 0,4–4,5 cm de diamètre.
Les axes des ombelles sont longs de 2-4 mm, avec de grosses glandes presque sessiles à l'apex, et chacun porte 3 fleurs.
Les pédicelles sont minces, longs de 4-12 mm, libres ou seulement légèrement et irrégulièrement fusionnés à la base.
Les fleurs mâles sont petites, pâles, avec 15-30 étamines aux anthères tomenteuses.
Dans la partie femelle, les pédicelles sont longs d'environ 15 mm.
Les sépales sont longs de 2–4 mm.
L'ovaire est lisse.
La colonne du style est tomenteuse, longue de 2–9(–15) mm, avec ± 5 mm pour sa partie libre.
Les fruits sont des capsules globuleuses, tomenteuses de couleur rouille, mesurant 8–18 mm de diamètre (sans le style), et parfois ornées de protubérances dorsales (muriquées),.

## Répartition
On rencontre Mabea taquari au Venezuela (Delta Amacuro, Bolívar, Amazonas, Monagas), à Trinidad, au Guyana, au Suriname, en Guyane et dans l'est du bassin amazonien.

## Écologie
Au Venezuela, Mabea taquari affectionne les berges de rivières, les plages de sable, les forêts, broussailles et affleurements granitiques proches des cours d'eau, autour de 100–900 m d'altitude.
Le Ouakari à tête noire (Cacajao melanocephalus) consomme la partie basale des feuilles de Mabea taquari (en évitant la nervure principale, probablement pour éviter le latex) dans les igapó haute du Brésil.
La décomposition des feuilles de Mabea taquari dans la litière a été abordée.

## Protologue
En 1775, le botaniste Aublet propose le protologue suivant : 

« MABEA (Taquari) folio ovato, obtuſo, ſubtùs venis rubris notato. (Tabula 334. Fig. 2.)

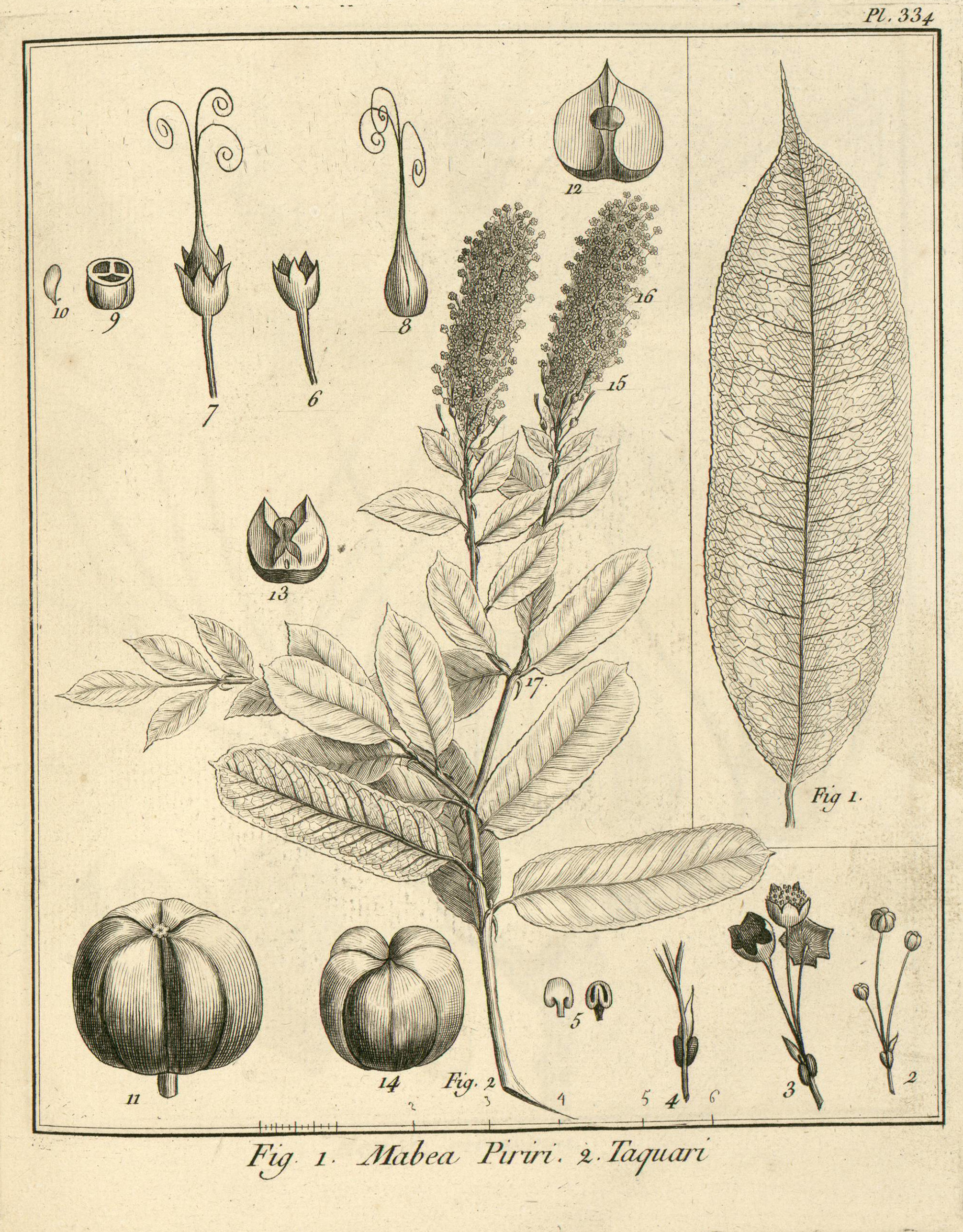
Mabea taquari par Aublet (1775) Planche 334 fig. 2.
L'on a repréſenté une feuille & un fruit de grandeur & groſſeur naturelles. Toutes les parties des fleurs ont été groſſies. - 1. Feuille du Mabier Calumet ou piriri. - 2. Bouquet de fleurs mâles en bouton, garni, à ſa baſe, d'une écaille & de deux glandes. - 3 Bouquet de fleurs mâles épanouies, garni de mime. - 4. pédoncule des fleurs 3 garni d'une écaille & de deux glandes. - 5. Deux étamines, une vue de face, & l’autre vue par le dos. - 6. Calice de fleur femelle. - 7. Ovaire dans le calice. Style. Stigmates. - 8. Ovaire ſéparé du calice. - 9. Ovaire coupe en travers. - 10. Semence que l'ovaire contient. - 11. Capſule. - 12. Une loge oſſeuſe qui s'ouvre encore en deux valves avec élaſticité, & qui contient une graine. - 13. Loge qui s'ouvre en deux valves. - 14. Capſule de la Fig. 2. - 15. Fleurs femelles. - 16. Fleurs mâles. - 17. Stipules.

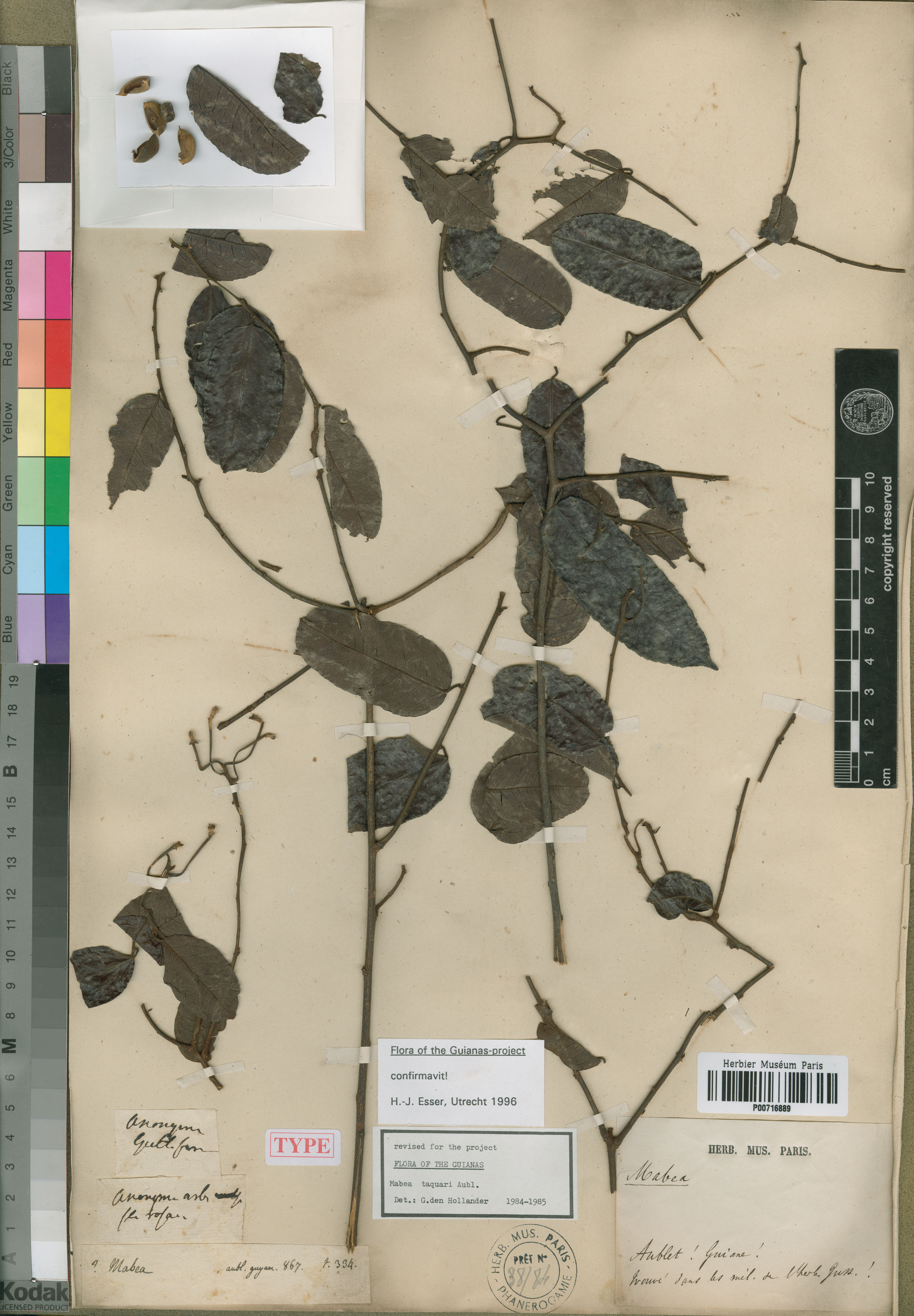
échantillon type collecté par Aublet en Guyane.

Frutex hic differt à præcedenti, cortice rabicundo ; foliis ovaco-oblongis, obtuſis, acutis, venis rubris ſubtùs notatis, & fructu craſſiore.
Florebat eodem tempore.
Habitat ad ripam fluvii Comitatûs de Gêne.
Nomen Caribæum TAQUARI.

LE MABIER Taquari. (Planche 334. Fig. 2.)
Cet arbrisseau diffère du précédent par l'écorce de ſon tronc & de ſes branches, qui eſt rouſſâtre ; par ſes feuilles qui ſont plus larges, moins allongées, terminées par une courte pointe. Elles ſont liſſes, vertes en deſſus, & veinées de rouge en deſſous. Les plus grandes ont trois pouces & un quart de longueur, ſur un pouce & un quart de largeur. 
Son fruit eſt beaucoup plus gros, ainſi que les graines qu’il contient. On l’a repréſenté de groſſeur naturelle. 
Dans toutes les autres parties je n’ai remarqué aucune différence. 
Cet arbriſſeau croît dans la terre ferme, au bord de la rivière du Comté de Gêne, au deſſus de l'Abbatis du Roi. 
II étoit en fleur & en fruit dans le mois de Mai. 
Ses branches ſont employées pour le même uſage que celles de l’eſpèce précédente [Mabea piriri].
II eſt appellé TAQUARI par les Galibis. »

— Fusée-Aublet, 1775.